# Phaeotrema chlorosporum
Phaeotrema chlorosporum är en svampart som beskrevs av Zahlbr. 1928. Phaeotrema chlorosporum ingår i släktet Phaeotrema, klassen Dothideomycetes, divisionen sporsäcksvampar och riket svampar.   Inga underarter finns listade i Catalogue of Life.